# Jelení potok (dopływ Malé Úpy)
Jelení potok (niem. Löwen Bach) – górski potok w Czechach, we wschodnich Karkonoszach, prawy dopływ Malé Úpy o długości ok. 6 km.
Źródła znajdują się na południowych zboczach Czarnego Grzbietu, pomiędzy Śnieżką a Czarną Kopą, na wysokości ok. 1350 m n.p.m. Potok płynie głęboko wciętą doliną, najpierw na południe, potem na południowy wschód, a na ostatnim odcinku na wschód. Najwyższa część doliny nosi nazwę Slunečné údolí, niższa Lví důl, a najniższa Jelení důl lub Jelení údolí. Od zachodu wznosi się Růžová hora a od wschodu Jelení hora. Po drodze Jelení potok przyjmuje trzy prawe dopływy. Są to: Koulová strouha, Křížový potok i Messnerova strouha. Uchodzi do Malé Úpy w miejscowości Malá Úpa, w miejscu zwanym Spálený Mlýn.
Długość – 6 km, powierzchnia dorzecza – 10,762 km².
Jelení potok cały czas płynie na obszarze czeskiego Karkonoskiego Parku Narodowego (czes. Krkonošský národní park, KRNAP).